# Kappa (matematiktävling)
Kappa är en årlig tävling i matematik för lärare i matematik och naturvetenskapliga ämnen, som arrangeras av Stockholms universitet i samarbete med utbildningsföretagen Natur & Kultur och Theducation AB. Tävlingen bytte namn till Kappa år 2006, innan dess hette den Matematiktävlingen.

## Tävlingsform
Alla som undervisar i matematik eller naturvetenskapliga ämnen på gymnasienivå får deltaga, enskilt eller i lag. Varje tävling pågår under ett år. Ett matematiskt problem presenteras på en webbsida , och deltagarna har därefter ganska lång tid, ca en månad, på sig att skicka in lösningar till detta problem. Om lösningen inte godkänns, blir man utslagen, och får inte fortsätta. Om man däremot godkänns, går man vidare och får försöka lösa nästa problem. Ett tiotal lag brukar återstå då man kommer fram till fråga 5-6, då vinnarna skall koras. Enväldig jury är matematikprofessorerna vid Stockholms universitet Ralf Fröberg och Clas Löfwall, samt en tredje matematiker som varierat från år till år.

## Tidigare vinnare
Följande personer och lag har vunnit tävlingen:
| År                      | Första plats                                                                                 | Andra plats                                                                                               | Tredje plats                                                                                | Antal frågor |
| ----------------------- | -------------------------------------------------------------------------------------------- | --- | ------------------------------------------------------------------------------------------- | ------------ |
| Matematiktävlingen 2003 | Wiveca Axelsson, Eda gymnasium                                                               | Lärarlaget, Södra Latin, Stockholm                                                                        | Andreas Gunnarsson, Östrabogymnasiet, Uddevalla                                             | 6            |
| Matematiktävlingen 2004 | Andreas Gunnarsson Uddevalla gymnasieskola och Malin Kristersson Katedralskolan,Lund         | - | Johanna Lindberg, Tannbergsskolan, Lycksele och Gunnar Lindholm Friaborgsskolan, Simrishamn | 5            |
| Matematiktävlingen 2005 | Team Hans Andersson Kungsgårdsgymnasiet, Norrköping och Marie Huss Östra Gymnasiet, Huddinge | - | Olle Windelius, Donnergymnasiet, Göteborg                                                   | 6            |
| Kappa 2006              | Björn Winterfjord och Cecilia Börjesson, NTI-Gymnasiet, Göteborg                             | Simon Wrang, Soltorgsgymnasiet, Borlänge                                                                  | Team Jan Westman, Borås komvux                                                              | 5            |
| Kappa 2007              | Muamer Idrizovic och Anders Karlsson, Ållebergsgymnasiet, Falköping                          | Roland Gunnarsson, Nolhagaskolan, Alingsås                                                                | Gunnar Lindholm                                                                             | 5            |
| Kappa 2008              | Lag Algesten, Herrgårdsgymnasiet                                                             | Lag Swanljung, IB School South och Lag Borgstedt, Kungsgårdsgymnasiet                                     | Lag Jakobsson, Spyken och Lars Madej, Jensen Gymnasium Västra                               | 5            |
| Kappa 2009              | Magnus Jakobsson, Roger Bengtsson, Sten Hemmingsson, Spyken, Lund                            | Katarina Malachowska, Piotr Badziag, Kriss Malachowska, Solklintsskolan, Slite / RHS-Gymnasiet, Norrtälje | Johan Swanljung, IB School South                                                            | 5            |